# Стрілецькі Хутори
Стрілецькі Хутори (рос. Стрелецкие Хутора) — село в Усманському районі Липецької області Російської Федерації.
Населення становить 1477  осіб. Належить до муніципального утворення Пригородна сільрада.

## Історія
З 13 червня 1934 до 1954 року у складі Воронезької області. Відтак входить до складу Липецької області.
Згідно із законом від 2 липня 2004 року №114-оз органом місцевого самоврядування є Пригородна сільрада.

## Населення
| 2010 | 2011  |
| ---- | ----- |
| 1477 | →1477 |